# Cámara Uruguaya de Productores de Fonogramas
Cámara Uruguaya de Productores de Fonogramas y Videogramas (укр. Палата виробників фонограм та відеограм Уругваю), також відома як Cámara Uruguaya del Disco (CUD) (укр. Палата записів Уругваю) — уругвайська некомерційна організація. 
Заснована в 1960 році, з 2005 року вона управляє економічними правами уругвайських виробників фонографії, є членом IFPI.

## Послуги
Як і інші органи сертифікації, CUD бореться з піратством в музичній індустрії Уругваю. У 2008 році влада Уругваю схвалила закон № 18 341, запропонований цією компанією та підтриманий виконавчою владою, який скасовує податок на додану вартість (ПДВ) із компакт-дисків і DVD-дисків, які містять музичну та кінопродукцію. Метою норми було сприяти зростанню сектору звукозапису та досягти зниження цін на копії альбомів для публіки.

## Сертифікації
CUD видає сертифікати за випуски музики в Уругваї. Сертифікати зазвичай видаються на основі кількості одиниць, відвантажених випуском, а не кількості проданих.
| Формат | Пороги | Пороги  | Пороги     | Пороги       |
| Формат | Золото | Платина | 2× Платина | Примітки     |
| ------ | ------ | ------- | ---------- | ------------ |
| Альбом | 2000   | 4000    | 8000       | З 2007 року  |
| Альбом | 3000   | 6000    | 12 000     | До 2006 року |